# قائمة الثعابين في الأردن
يعيش في الأردن 45 نوعًا من الثعابين:
- الأسود الخبيث (الإسم العلمي: Atractaspis engaddensis)
- أفعى أم جنيب (الإسم العلمي: Cerastes cerastes)
- الأفعى المقرنة (الإسم العلمي: Cerastes gasperettii)
- أفعى فلسطين (الإسم العلمي: Daboia palaestinae)
- حنش قزويني طويل (الإسم العلمي: Dolichophis caspius)
- حنش أسود طويل (الإسم العلمي: Dolichophis jugularis)
- حنش طويل أحمر البطن (الإسم العلمي: Dolichophis schmidti)
- أفعى الحراشف المنشارية (الإسم العلمي: Echis coloratus)
- أفعى متوجة قزمة (الإسم العلمي: Eirenis coronella)
- قزمة سيناوية سريعة (الإسم العلمي: Eirenis coronelloides)
- أفعى قزمة بخطوط رفيعة (الإسم العلمي: Eirenis decemlineatus)
- Eirenis lineomaculatus (الإسم العلمي: Eirenis lineomaculatus)
- حنش القزم المقدسي (الإسم العلمي: Eirenis rothii)
- دساس متوسطي (الإسم العلمي: Eryx jaculus)
- أفعى بقلاوية (الإسم العلمي: Hemorrhois nummifer)
- افعى السوط المرقطة (الإسم العلمي: Hemorrhois ravergieri)
- Letheobia simonii (الإسم العلمي: Letheobia simonii)
- Lytorhynchus diadema (الإسم العلمي: Lytorhynchus diadema)
- Lytorhynchus kennedyi (الإسم العلمي: Lytorhynchus kennedyi)
- Macrovipera lebetina (الإسم العلمي: Macrovipera lebetina)
- Malpolon insignitus (الإسم العلمي: Malpolon insignitus)
- الكوبرا الكاذبة (الإسم العلمي: Malpolon moilensis)
- ثعبان خضاري (الإسم العلمي: Malpolon monspessulanus)
- أفعى المسبحة (الإسم العلمي: Micrelaps muelleri)
- أفعى المسبحة (الإسم العلمي: Micrelaps tchernovi)
- Myriopholis macrorhyncha (الإسم العلمي: Myriopholis macrorhyncha)
- ثعبان النرد (الإسم العلمي: Natrix tessellata)
- Platyceps collaris (الإسم العلمي: Platyceps collaris)
- الحنش الأنيق (الإسم العلمي: Platyceps elegantissimus)
- أفعى الحقل القرناء (الإسم العلمي: Pseudocerastes fieldi)
- Platyceps rhodorachis (الإسم العلمي: Platyceps rhodorachis)
- Platyceps rogersi (الإسم العلمي: Platyceps rogersi)
- Platyceps saharicus (الإسم العلمي: Platyceps saharicus)
- حنش سيناء (الإسم العلمي: Platyceps sinai)
- Platyceps ventromaculatus (الإسم العلمي: Platyceps ventromaculatus)
- شقاري عداء الرمال (الإسم العلمي: Psammophis schokari)
- أفعى قرناء فارسية (الإسم العلمي: Pseudocerastes persicus)
- ثعبان كوكري فلسطين  (الإسم العلمي: Rhynchocalamus melanocephalus)
- الأفعى المتوجة (الإسم العلمي: Spalerosophis diadema)
- Telescopus dhara (الإسم العلمي: Telescopus dhara)
- أفعى القط الأوروبية (الإسم العلمي: Telescopus fallax)
- Telescopus hoogstraali (الإسم العلمي: Telescopus hoogstraali)
- Telescopus nigriceps (الإسم العلمي: Telescopus nigriceps)
- الصل الأسود (الإسم العلمي: Walterinnesia aegyptia)
- Xerotyphlops vermicularis (الإسم العلمي: Xerotyphlops vermicularis)